# 劉易斯堡 (密西西比州)
劉易斯堡（英語：Lewisburg）是位於美國密西西比州德索托縣的非建制地區。

## 歷史
劉易斯堡的郵局自1872年營運至今。

## 地理
劉易斯堡所處的海拔為高於海平面104米（即341英呎），而該地所採用的時區為UTC-6，即北美中部時區（CST）。同時該地設有夏令時間，為UTC-6調快一小時，即UTC-5（CDT）。